# محمد جميل بيهم
محمد جميل بَيُّهُم (1305- 1399 هـ / 1887- 1978 م)، مؤرخ وسياسي وأديب وداعية إصلاحي عربي لبناني. له عشراتُ المؤلفات والمقالات والكتابات التاريخية والفكرية والسياسية. عمل من أجل استقلال سوريا ولبنان، ودافع عن عروبة فلسطين، ودعا إلى تحرير المرأة. ويعدُّ من روَّاد النهضة السياسية والاجتماعية والفكرية في لبنان والعالم العربي.

## بدايات
هو محمد جميل بن محمد مصطفى بن حسين بَيُّهُم العيتاني، ولد في بيروت وتوفي فيها. يعود بنسبه إلى أسرة العيتاني، إحدى الأسر البيروتية القديمة التي تعود بأصولها إلى المغرب، وقد قامت أسرة بَيُّهُم بنشاط ملحوظ في الأعمال السياسية والاجتماعية والاقتصادية، وكان إبراهيم بَيُّهُم باشا أميرًا ولَّاه السلطان سليمان القانوني قيادةَ الأسطول العثماني، ثم أصبح صدرًا أعظم في العام 1522م. وكان لنجيب بَيُّهُم العيتاني صِلاتٌ وَطيدة بالبابا لاون واجتمع به في اجتماع خاص. وكان حسين بك بَيُّهُم معروفًا بأعماله الخيِّرة في بيروت ولبنان، وكانت للعائلة أيضًا عَلاقاتٌ مع الأمير بشير الشِّهابي. وكان عمر بك بيهم رئيسَ مجلس الشورى في عهد الحُكم المصري 1831-1840. ولمَّا سُجن الشيخ سعيد جنبلاط في بيروت في أعقاب أحداث 1860 تولَّى مصطفى أفندي بَيُّهُم رعايته في سجنه.

## نشاطه الثقافي والفكري
تولى محمد جميل العديد من المناصب السياسية والعلمية، منها: أصبح في العام 1916 رئيساً فخرياً لفرع البنك الزراعي في ولاية بيروت. وكان منذ العام 1905 عضواً في جمعية المقاصد الخيرية الإسلامية في بيروت. وفي العام 1908 أصبح عضو الجمعية الخيرية الإسلامية في اسطنبول. وفي العام 1910 عين عضواً في هيئة إدارة الأسطول العثماني. وفي العام 1915 عين عضواً في مجلس بلدية بيروت. وعين نائبا في الحكومة العربية سنة 1919م، ونال شهادة الدكتورة عن موضوع الانتداب على سوريا والعراق، من جامعة باريس سنة 1928 م، كما كان عضوا في حزب الاصلاح السوري المدافع عن اللغة العربية وآدابها، وعضوا في المجمع العلمي اللبناني سنة 1929م، وعضوا في المجمع العلمي العراقي سنة 1939 م، وترأس اتحاد الأحزاب اللبنانية لمكافحة الصهيونية سنة 1944 م، في حين أنه حمل لقب نصير المرأة، حيث كان مدافعا دائم عن حقوقها السياسية والاجتماعية.
في العام 1933 أسس بيهم مع زوجته نازك العابد «جمعية مكافحة البغاء»، متحدين سلطات الانتداب الفرنسي التي شجّعت على آفة البغاء في لبنان بواسطة التشريعات والقوانين التي كانت تصدرها.

## آثاره
- المرأة في التمدّن الحديث (عام 1927)
- المرأة في التاريخ والشرائع [9]
- المرأة في حضارة العرب [10][11]
- فلسطين أندلس الشرق (عام 1946)
- فلسفة التاريخ العثماني في جزأين (1925 - 1954) [12][13]
- فتاة الشرق في حضارة الغرب [14] [15]
- العهد المخضرم في سورية ولبنان [16] [17]
- عروبة لبنان [18]
- لبنان بين مشرّق ومغرّب [19]
- النزعات السياسية بلبنان [20]
- الانتدابان في العراق وسورية[21]
- قوافل العروبة ومواكبها خلال العصور جزآن [22][23]
- الحلقة المفقودة في تاريخ العرب [24][25]
- العروبة والشعوبيات الحديثة [26]
- عالم حر حديث [27]
- الوحدة العربية بين المد والجزر [28] [29]
- أوليات سلاطين تركيا [30]
- العرب والترك في الصراع بين الشرق والغرب [31]
- واشنطن تعبد الطرق لموسكو في بلاد العرب والمسلمين
- أسرار ما وراء الستار بين الاتحاد السوفييتي والصين الشعبية
- فلسفة تاريخ محمد صلى الله عليه وسلم [32]
- دراسة وتحليل للعهد العربي الأصيل [33]
- المرأة في الإسلام وفي الحضارة الغربية [34]

## وصلات خارجية
- محمد جميل بيهم.. ثلاثية الضاد والمرأة وفلسطين
- المؤرخ العلامة محمد جميل بيهم 1887- 1978 لحسان حلاق[35]
- أعظم الأحداث المعاصرة ( 1900 - 2014 م )